# Venus (Roemenië)
Venus is een badplaats aan de kust van de Zwarte Zee, in het zuidoosten van Roemenië. Het ligt 3 kilometer ten noorden van Mangalia en tegen de badplaatsen Cap Aurora en Saturn aan. Venus is bereikbaar met per boot, auto en trein vanaf Constanța.

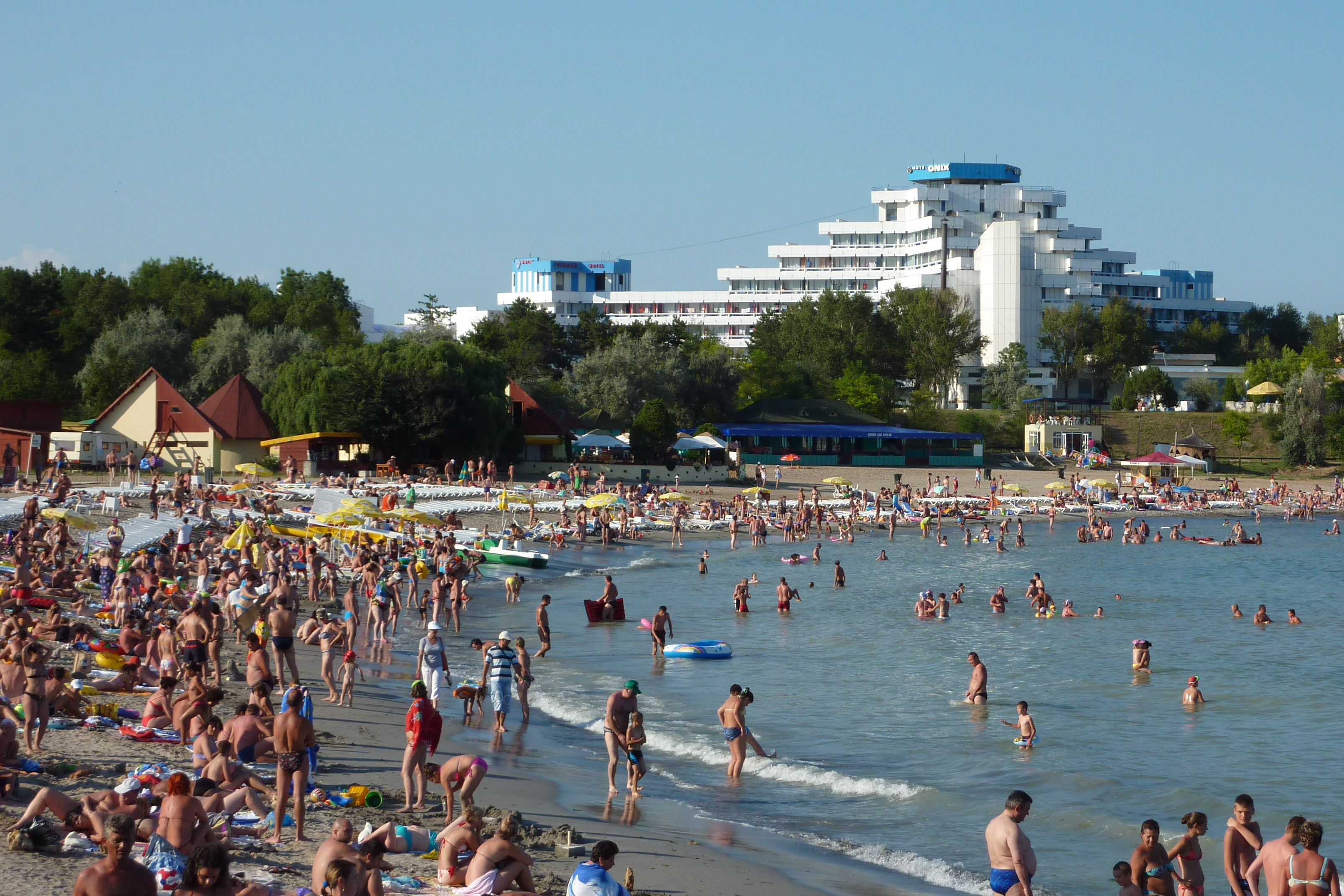
Strand van Venus

Van noord naar zuid:
Mamaia · Eforie (Nord · Sud) · Costinești · Olimp · Neptun · Jupiter · Cap Aurora · Venus · Saturn · 2 Mai · Vama Veche